# ویران می‌آیی
ویران می‌آیی رمانی نوشته حسین سناپور است. داستان این کتاب در مورد وقایع سیاسی و اجتماعی دهه ۷۰ ایران است. وقایع در این کتاب از پایان به آغاز مرتب شده‌اند.
این رمان نخستین بار در سال ۱۳۸۰ از سوی نشر چشمه منتشر شده‌است.